# Ophiomorus punctatissimus
Ophiomorus punctatissimus é uma espécie de réptil escamado da família Scincidae.
Pode ser encontrada nos seguintes países: Grécia e Turquia.
Os seus habitats naturais são: campos de gramíneas de clima temperado e plantações.